# Henriette Gröll
Pour les articles homonymes, voir Groll.
Henriette Gröll est une artiste peintre française, née le 28 février 1906 à Grenoble et morte le 28 mars 1996 à Sassenage,.

## Biographie
Issue de la bourgeoisie grenobloise, Henriette Gröll épouse en 1927 Pierre Dalloz qui sera un des fondateurs du maquis du Vercors. Le couple s'installe à Paris en 1929, et elle ne cessera d'alterner séjours à Paris et retours à la belle saison dans la maison familiale de Sassenage, jusqu'à ce qu'elle s'y retire en 1976, et y meure en 1996. Elle est inhumée auprès de son époux au cimetière du Bourg à Sassenage.
Sa grand-mère Eugénie Gruyer-Brielman (1837-1921), peintre de talent, lui a donné le goût des arts graphiques. C'est en découvrant sa boîte de peinture qu'elle aborde la peinture à l'huile dès 1920. Plus tard, pendant près de 3 ans, elle passera de longues journées à copier les chefs-d'œuvre du Musée du Louvre.
A ses débuts, elle reçoit le soutien d'Andry-Farcy, peintre et conservateur de musée, notamment dans ses articles du journal Le Petit Dauphinois.
Pour la représenter en portrait, elle fait appel à des photographes prestigieux : Laure Albin-Guillot (1947), Gisèle Freund (1950)...

## Salons et expositions
Après avoir exposé à Grenoble, elle expose à Paris, notamment :
- Au Grand Palais pour la Société du Salon d'automne : 19 fois de 1923 à 1970.
- Au Salon des indépendants : 4 fois de 1924 à 1936.
- Au Salon des Tuileries : 19 fois de 1930 à 1955[3].
- À plusieurs salons des femmes artistes modernes ou des femmes peintres, de 1932 à 1972 : en 1960, elle est l'invitée d'honneur du 76e Salon de l'Union des femmes peintres et sculpteurs, graveurs, décorateurs, qui se tient au Musée des Beaux-arts de la ville de Paris[4].
- En février 1937, au salon des femmes artistes d'Europe au Jeu de Paume.
- En 1953 elle obtient la médaille d'argent au Grand prix des beaux-arts de la Ville de Paris[5],[6].
- À la galerie de Berri (1938)[7].
- Des galeristes lui consacrent des expositions personnelles : galerie Le portique (juin 1933), galerie Charpentier (1947[8],[9], 1950[10],[11].), galerie Katia Granoff (1953, 1955, 1957, 1961), galerie Jean Giraudoux (1960, 1961), galerie Jansen (1973).

Elle expose aussi à l'étranger : Bruxelles, Genève, Londres, Stuttgart.

## Expositions posthumes
Après sa mort, des hommages lui sont rendus :
- En 1997 à l'hôtel de ville de Sassenage[12].
- Par le Musée Mainssieux de Voiron qui présente en 2001 la première rétrospective de son œuvre[1],[13], et qui l'inclut en 2003 dans son exposition Femmes peintres en Dauphiné, XIXe et XXe siècles[14].
- De novembre 2006 à mai 2007, à l'occasion du centenaire de sa naissance, par le musée de l'Ancien Évêché, musée départemental (Isère)[15],[16].
- À Grenoble par la galerie Vaujany en 2015[17].

## Œuvre
Surtout dessinatrice et peintre paysagiste à ses débuts, elle s'oriente ensuite plutôt vers les natures mortes et les portraits peints ou dessinés : son œuvre comprend en tout plus de 2 000 toiles et des milliers de dessins, parmi lesquels des portraits d'assez grands noms : Antoine de Saint-Exupéry (1938), Bernard Blier (1951), Jean Giono (1955), André Dunoyer de Segonzac (1956), Jean Dutourd (1963), Louise Weiss (1970),.
Elle signe Henriette Gröll ou H Gröll.

## Collections publiques

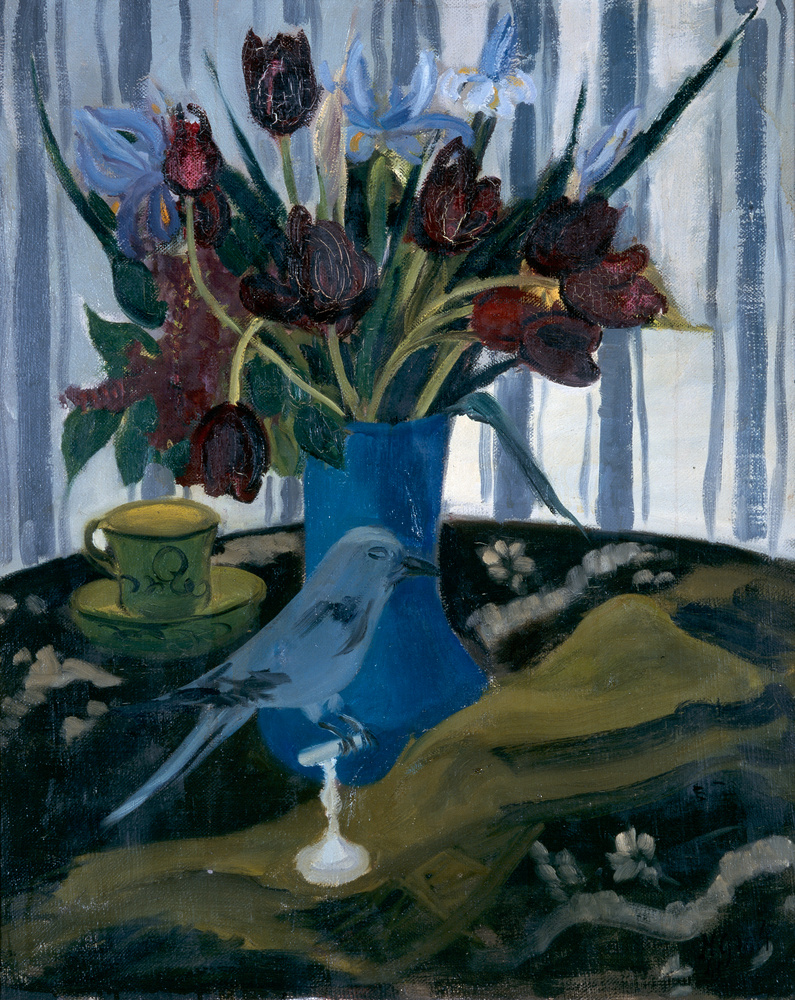
Henriette Gröll. Nature morte aux fleurs (1945). MNAM

- Musée des Beaux-Arts et d'Archéologie de Besançon[18].
- Musée de Grenoble[18].
- Musée des Beaux-Arts Denys-Puech[18].
- Mairie de Penne-d'Agenais[19].
- Faculté de droit de Paris[20].
- Musée national d'art moderne[21],[22],[23].
- Centre national des arts plastiques[24],[25],[26].

## Distinction posthume
Une voie de la ville de Grenoble porte son nom.